# Cola chlamydantha
Cola chlamydantha är en malvaväxtart som beskrevs av Karl Moritz Schumann. Cola chlamydantha ingår i släktet Cola och familjen malvaväxter. Inga underarter finns listade i Catalogue of Life.